# 瑪格麗特灣
瑪格麗特灣（法語：Baie de Marguerite）是南極洲的海灣，位於南極半島西面，北面以阿德萊德島為界，南面是沃迪冰架、喬治六世海峽和亞歷山大一世島。旁邊的南極半島的大陸海岸是法利埃海岸。海灣內的島嶼包括普爾夸帕島、馬蹄島、終端島和拉戈特萊里島。
瑪格麗特灣於1909年由法國南極探險隊在讓-巴蒂斯特·沙爾科的帶領下發現，他以他第二任妻子的名字命名了海灣。